# Vladimir Janko
Vladimir Janko född den 18 januari 1949, död den 16 maj 2022, var en rysk bandytränare och spelare. Han var tränare för Dynamo Kazan och tidigare förbundskapten för Ryssland och Finland. Som spelare representerade han Dynamo Moskva och Zorkij. Som tränare har han representerat båda de klubbarna och dessutom Stroitel, Jenisej, Vodnik och Kuzbass i Ryssland och Veiterä från Villmanstrand.